# Ryan Nelsen
Ryan William Nelsen (Christchurch, 18 ottobre 1977) è un allenatore di calcio ed ex calciatore neozelandese, di ruolo difensore.

## Caratteristiche tecniche
Nelsen era un difensore centrale forte fisicamente, abile nei colpi di testa e dotato di ottima personalità. Sapeva essere pericoloso anche sui calci di punizione.

## Carriera

### Giocatore
Nelsen iniziò a giocare come difensore centrale nella rappresentativa del St Thomas of Canterbury College, il college della sua città. Nel 1997 andò negli USA al Greensboro College, giocando nella rappresentativa del college. Due anni dopo passò alla Stanford University, giocando nella rappresentativa dell'università, in cui poco tempo dopo si laureò in scienze politiche.
Nel 2001 fu ingaggiato dal D.C. United, squadra della MLS. Nel 2003 fu nominato capitano, e rimase negli USA fino al 2005, collezionando in tutto sette gol e cinque assist.
Nel gennaio 2005 Nelsen sbarca in Inghilterra, al Blackburn che lo prende gratuitamente. Nell'estate di quell'anno firma un contratto di tre anni con i Rovers, viste le sue grandi prestazioni (dopo il suo arrivo i Rovers prenderanno una media di 0,67 gol per partita).
Nelsen perde le ultime partite della stagione 2005/06 per la frattura del piede subita in un Charlton-Blackburn (terminato 0-2). Nell'estate del 2006 subisce una lesione al tendine del ginocchio, che lo costringe a restare fuori fino alla fine dell'anno. Torna in campo in FA Cup contro il Luton Town a fine gennaio, venendo nominato capitano, segno della fiducia del club su di lui e della sua popolarità. Nel luglio 2007 firma un nuovo contratto di cinque anni con i Rovers. Il 25 aprile del 2009, nella partita vinta in casa 2-0 dal Blackburn contro il Wigan, realizza nel secondo tempo il suo primo gol della carriera con la maglia dei Rovers. Nel due stagioni successive è migliorato in fase realizzativa, riuscendo infatti a segnare 7 reti in 56 partite.
Nel 2010 è nominato calciatore oceanico dell'anno.
Il 21 gennaio 2011 rinnova il suo contratto fino al 30 giugno 2013. Il 2 febbraio 2012 approda al Tottenham insieme a Louis Saha, quest'ultimo a parametro zero. Conclude la stagione con cinque presenze in campionato e tre in FA Cup; in quest'ultima competizione ha segnato la sua unica rete con i londinesi realizzando il gol del momentaneo 1-0 contro il Bolton (3-1). A fine stagione lascia gli Spurs svincolandosi.
Il giugno 2012 passa al Queens Park Rangers firmando un contratto annuale. Afferma di aver scelto il QPR per via del suo buon rapporto con il vecchio coach Mark Hughes che aveva già incontrato quando questi allenava il Blackburn. A causa della sua anziana età, 34 anni, viene visto con perplessità dai tifosi, ma riesce a far parte della rosa titolare e in poco tempo conquista la tiforseria avendo dimostrato attaccamento alla maglia e viene definito the warrior a discapito delle grandi star che nel mercato estivo erano arrivate a Loftus Road e avevano reso al di sotto delle aspettative come José Bosingwa, Park Ji-sung e altri. Segna il suo primo gol nella partita finita 2-2 contro il Wigan, rete del momentaneo 1-1. Nonostante lui fornisca delle buone prestazione fondo alla classifica. Il 2 gennaio nel derby contro il Chelsea, vinto 1-0 grazie alla rete di Shaun Wright-Phillips, contribuisce al successo dei biancoblù con tackles e interventi che salvano il risultato e regalano la seconda vittoria della stagione al club.
L'8 gennaio 2013 Nelsen viene assunto come nuovo allenatore del Toronto FC, squadra della Major League Soccer. Tuttavia, egli rimane sotto contratto con il QPR fino alla fine di gennaio. Infatti gioca tutto il mese con buone prestazioni che permettono al QPR di ottenere pareggi, ma non abbastanza per vincere e togliersi dall'ultimo posto nella classifica. Il 29 gennaio la sua ultima partita coi Rangers è contro il Manchester City, attuali campioni d'Inghilterra, oltre alla prestazione ottima del neo zelandese e della squadra in generale, la partita termina 0-0. Alla fine della partita gli viene riservata un'ovazione.

#### Nazionale
Vanta 49 presenze e 7 reti con la sua nazionale, di cui è stato capitano durante i Mondiali di Sudafrica 2010.
Con la nazionale olimpica ha preso parte alle Olimpiadi del 2008 e del 2012.

### Allenatore
L'8 gennaio 2013 viene ingaggiato come allenatore dal Toronto FC, club militante in Major League Soccer. Il 1º febbraio raggiunge il Canada e inizia la carriera da allenatore. L'esordio nel Toronto FC coincide con la sconfitta contro l'altra squadra canadese dei Vancouver Whitecaps (0-1). Il 31 agosto 2014 viene esonerato e sostituito da Greg Vanney.

## Statistiche

### Cronologia presenze e reti in nazionale
| Cronologia completa delle presenze e delle reti in nazionale ― Nuova Zelanda | Cronologia completa delle presenze e delle reti in nazionale ― Nuova Zelanda | Cronologia completa delle presenze e delle reti in nazionale ― Nuova Zelanda | Cronologia completa delle presenze e delle reti in nazionale ― Nuova Zelanda | Cronologia completa delle presenze e delle reti in nazionale ― Nuova Zelanda | Cronologia completa delle presenze e delle reti in nazionale ― Nuova Zelanda | Cronologia completa delle presenze e delle reti in nazionale ― Nuova Zelanda | Cronologia completa delle presenze e delle reti in nazionale ― Nuova Zelanda |
| Data                                                                         | Città                                                                        | In casa                                                                      | Risultato                                                                    | Ospiti                                                                       | Competizione                                                                 | Reti                                                                         | Note                                                                         |
| ---------------------------------------------------------------------------- | ---------------------------------------------------------------------------- | ---------------------------------------------------------------------------- | ---------------------------------------------------------------------------- | ---------------------------------------------------------------------------- | ---------------------------------------------------------------------------- | ---------------------------------------------------------------------------- | ---------------------------------------------------------------------------- |
| 19-6-1999                                                                    | Bangkok                                                                      | Nuova Zelanda                                                                | 0 – 0 dts (4 – 5 dtr)                                                        | Polonia                                                                      | Amichevole                                                                   | -                                                                            | 61’                                                                          |
| 22-6-1999                                                                    | Mascate                                                                      | Oman                                                                         | 1 – 0                                                                        | Nuova Zelanda                                                                | Amichevole                                                                   | -                                                                            |                                                                              |
| 1-7-1999                                                                     | Kuala Lumpur                                                                 | Malaysia                                                                     | 2 – 1                                                                        | Nuova Zelanda                                                                | Amichevole                                                                   | -                                                                            | Ingresso                                                                     |
| 3-7-1999                                                                     | Kuala Lumpur                                                                 | Malaysia                                                                     | 1 – 5                                                                        | Nuova Zelanda                                                                | Amichevole                                                                   | -                                                                            |                                                                              |
| 10-7-1999                                                                    | Città del Messico                                                            | Egitto                                                                       | 1 – 1                                                                        | Nuova Zelanda                                                                | Amichevole                                                                   | -                                                                            | Uscita                                                                       |
| 15-7-1999                                                                    | Guadalajara                                                                  | Egitto                                                                       | 1 – 0                                                                        | Nuova Zelanda                                                                | Amichevole                                                                   | -                                                                            | 63’                                                                          |
| 24-7-1999                                                                    | Guadalajara                                                                  | Nuova Zelanda                                                                | 1 – 2                                                                        | Stati Uniti                                                                  | Conf. Cup 1999 - 1º turno                                                    | -                                                                            | 57’                                                                          |
| 28-7-1999                                                                    | Guadalajara                                                                  | Germania                                                                     | 2 – 0                                                                        | Nuova Zelanda                                                                | Conf. Cup 1999 - 1º turno                                                    | -                                                                            |                                                                              |
| 30-7-1999                                                                    | Guadalajara                                                                  | Nuova Zelanda                                                                | 0 – 2                                                                        | Brasile                                                                      | Conf. Cup 1999 - 1º turno                                                    | -                                                                            | 81’                                                                          |
| 13-8-2000                                                                    | Kuala Lumpur                                                                 | Malaysia                                                                     | 0 – 0                                                                        | Nuova Zelanda                                                                | Amichevole                                                                   | -                                                                            |                                                                              |
| 17-8-2000                                                                    | Kuala Lumpur                                                                 | Nuova Zelanda                                                                | 1 – 0                                                                        | Oman                                                                         | Amichevole                                                                   | -                                                                            | Ammonizione                                                                  |
| 19-8-2000                                                                    | Kuala Lumpur                                                                 | Malaysia                                                                     | 0 – 2                                                                        | Nuova Zelanda                                                                | Amichevole                                                                   | 1                                                                            |                                                                              |
| 6-6-2001                                                                     | Auckland                                                                     | Nuova Zelanda                                                                | 5 – 0                                                                        | Tahiti                                                                       | Qual. Mondiali 2002                                                          | -                                                                            |                                                                              |
| 8-6-2001                                                                     | Auckland                                                                     | Nuova Zelanda                                                                | 2 – 0                                                                        | Isole Cook                                                                   | Qual. Mondiali 2002                                                          | -                                                                            | 65’                                                                          |
| 11-6-2001                                                                    | Auckland                                                                     | Nuova Zelanda                                                                | 5 – 1                                                                        | Isole Salomone                                                               | Qual. Mondiali 2002                                                          | -                                                                            |                                                                              |
| 13-6-2001                                                                    | Auckland                                                                     | Nuova Zelanda                                                                | 7 – 0                                                                        | Vanuatu                                                                      | Qual. Mondiali 2002                                                          | -                                                                            | 74’                                                                          |
| 20-6-2001                                                                    | Auckland                                                                     | Nuova Zelanda                                                                | 0 – 2                                                                        | Australia                                                                    | Qual. Mondiali 2002                                                          | -                                                                            |                                                                              |
| 24-6-2001                                                                    | Sydney                                                                       | Australia                                                                    | 4 – 1                                                                        | Nuova Zelanda                                                                | Qual. Mondiali 2002                                                          | -                                                                            |                                                                              |
| 5-7-2002                                                                     | Auckland                                                                     | Nuova Zelanda                                                                | 4 – 0                                                                        | Tahiti                                                                       | Coppa d'Oceania 2002 - 1º turno                                              | 1                                                                            |                                                                              |
| 7-7-2002                                                                     | Auckland                                                                     | Nuova Zelanda                                                                | 9 – 1                                                                        | Papua Nuova Guinea                                                           | Coppa d'Oceania 2002 - 1º turno                                              | 1                                                                            |                                                                              |
| 9-7-2002                                                                     | Auckland                                                                     | Nuova Zelanda                                                                | 6 – 1                                                                        | Isole Salomone                                                               | Coppa d'Oceania 2002 - 1º turno                                              | -                                                                            |                                                                              |
| 12-7-2002                                                                    | Auckland                                                                     | Nuova Zelanda                                                                | 3 – 0                                                                        | Vanuatu                                                                      | Coppa d'Oceania 2002 - Semifinale                                            | -                                                                            |                                                                              |
| 14-7-2002                                                                    | Auckland                                                                     | Nuova Zelanda                                                                | 1 – 0                                                                        | Australia                                                                    | Coppa d'Oceania 2002 - Finale                                                | 1                                                                            |                                                                              |
| 27-5-2003                                                                    | Edimburgo                                                                    | Scozia                                                                       | 1 – 1                                                                        | Nuova Zelanda                                                                | Amichevole                                                                   | 1                                                                            |                                                                              |
| 8-6-2003                                                                     | Richmond                                                                     | Stati Uniti                                                                  | 2 – 1                                                                        | Nuova Zelanda                                                                | Amichevole                                                                   | -                                                                            | 75’                                                                          |
| 18-6-2003                                                                    | Saint-Denis                                                                  | Nuova Zelanda                                                                | 0 – 3                                                                        | Giappone                                                                     | Conf. Cup 2003 - 1º turno                                                    | -                                                                            |                                                                              |
| 20-6-2003                                                                    | Lione                                                                        | Colombia                                                                     | 3 – 1                                                                        | Nuova Zelanda                                                                | Conf. Cup 2003 - 1º turno                                                    | -                                                                            | 38’                                                                          |
| 22-6-2003                                                                    | Bordeaux                                                                     | Francia                                                                      | 5 – 0                                                                        | Nuova Zelanda                                                                | Conf. Cup 2003 - 1º turno                                                    | -                                                                            |                                                                              |
| 12-10-2003                                                                   | Teheran                                                                      | Iran                                                                         | 3 – 0                                                                        | Nuova Zelanda                                                                | Amichevole                                                                   | -                                                                            |                                                                              |
| 2-6-2004                                                                     | Adelaide                                                                     | Nuova Zelanda                                                                | 2 – 4                                                                        | Vanuatu                                                                      | Coppa d'Oceania 2004 - 2º turno                                              | -                                                                            | [ 20 ]                                                                       |
| 4-6-2004                                                                     | Adelaide                                                                     | Nuova Zelanda                                                                | 10 – 0                                                                       | Tahiti                                                                       | Coppa d'Oceania 2004 - 2º turno                                              | 2                                                                            | [ 20 ]                                                                       |
| 6-6-2004                                                                     | Adelaide                                                                     | Nuova Zelanda                                                                | 2 – 0                                                                        | Figi                                                                         | Coppa d'Oceania 2004 - 2º turno                                              | -                                                                            | [ 20 ]                                                                       |
| 6-9-2008                                                                     | Numea                                                                        | Nuova Caledonia                                                              | 1 – 3                                                                        | Nuova Zelanda                                                                | Qual. Mondiali 2010                                                          | -                                                                            |                                                                              |
| 10-9-2008                                                                    | Auckland                                                                     | Nuova Zelanda                                                                | 3 – 0                                                                        | Nuova Caledonia                                                              | Qual. Mondiali 2010                                                          | -                                                                            | 63’                                                                          |
| 28-3-2009                                                                    | Bangkok                                                                      | Thailandia                                                                   | 3 – 1                                                                        | Nuova Zelanda                                                                | Amichevole                                                                   | -                                                                            | cap.                                                                         |
| 9-9-2009                                                                     | Amman                                                                        | Giordania                                                                    | 1 – 3                                                                        | Nuova Zelanda                                                                | Amichevole                                                                   | -                                                                            |                                                                              |
| 10-10-2009                                                                   | Riffa                                                                        | Bahrein                                                                      | 0 – 0                                                                        | Nuova Zelanda                                                                | Qual. Mondiali 2010                                                          | -                                                                            | 90’                                                                          |
| 14-11-2009                                                                   | Wellington                                                                   | Nuova Zelanda                                                                | 1 – 0                                                                        | Bahrein                                                                      | Qual. Mondiali 2010                                                          | -                                                                            |                                                                              |
| 24-5-2010                                                                    | Brisbane                                                                     | Australia                                                                    | 2 – 1                                                                        | Nuova Zelanda                                                                | Amichevole                                                                   | -                                                                            |                                                                              |
| 29-5-2010                                                                    | Klagenfurt am Wörthersee                                                     | Serbia                                                                       | 0 – 1                                                                        | Nuova Zelanda                                                                | Amichevole                                                                   | -                                                                            |                                                                              |
| 4-6-2010                                                                     | Maribor                                                                      | Slovenia                                                                     | 3 – 1                                                                        | Nuova Zelanda                                                                | Amichevole                                                                   | -                                                                            |                                                                              |
| 15-6-2010                                                                    | Johannesburg                                                                 | Slovacchia                                                                   | 1 – 1                                                                        | Nuova Zelanda                                                                | Mondiali 2010 - 1º turno                                                     | -                                                                            |                                                                              |
| 20-6-2010                                                                    | Nelspruit                                                                    | Italia                                                                       | 1 – 1                                                                        | Nuova Zelanda                                                                | Mondiali 2010 - 1º turno                                                     | -                                                                            | cap. 87’                                                                     |
| 24-6-2010                                                                    | Polokwane                                                                    | Paraguay                                                                     | 0 – 0                                                                        | Nuova Zelanda                                                                | Mondiali 2010 - 1º turno                                                     | -                                                                            | cap. 56’                                                                     |
| 9-10-2010                                                                    | Auckland                                                                     | Nuova Zelanda                                                                | 1 – 1                                                                        | Honduras                                                                     | Amichevole                                                                   | -                                                                            | 82’                                                                          |
| 29-2-2012                                                                    | Auckland                                                                     | Nuova Zelanda                                                                | 2 – 3                                                                        | Giamaica                                                                     | Amichevole                                                                   | -                                                                            | 85’                                                                          |
| 7-9-2012                                                                     | Numea                                                                        | Nuova Caledonia                                                              | 0 – 2                                                                        | Nuova Zelanda                                                                | Qual. Mondiali 2014                                                          | -                                                                            | cap.                                                                         |
| 11-9-2012                                                                    | Auckland                                                                     | Nuova Zelanda                                                                | 6 – 1                                                                        | Isole Salomone                                                               | Qual. Mondiali 2014                                                          | -                                                                            | cap.                                                                         |
| 16-10-2012                                                                   | Christchurch                                                                 | Nuova Zelanda                                                                | 3 – 0                                                                        | Tahiti                                                                       | Qual. Mondiali 2014                                                          | -                                                                            | cap. 86’                                                                     |
| Totale                                                                       |                                                                              | Presenze                                                                     | 49                                                                           |                                                                              | Reti                                                                         | 7                                                                            |                                                                              |

## Palmarès

### Giocatore

#### Club
- Campionato MLS: 1

D.C. United: 2004

#### Nazionale
- Coppa d'Oceania: 2

2002, 2008

#### Individuale
- MLS Best XI: 2

2003, 2004
- Calciatore dell'Oceania dell'anno: 2

2006, 2010
- Squadra maschile OFC del decennio 2011-2020 IFFHS: 1

2020